# Lost Boys: The Thirst
Lost Boys: The Thirst is een Amerikaans/Duits/Zuid-Afrikaanse direct-naar-dvd horrorfilm met komische elementen uit 2010. De productie stond onder regie van Dario Piana en is een vervolg op Lost Boys: The Tribe uit 2008, wat het eerste vervolg op The Lost Boys uit 1987 is. Corey Feldman en Jamison Newlander geven net als in de eerste twee delen gestalte aan de broers Edgar en Alan Frog (zie trivia).

## Verhaal
Edgar Frog (Corey Feldman) wordt benaderd door Gwen Lieber (Tanit Phoenix) die hem om hulp vraagt. Haar broer Peter (Felix Mosse) is verdwenen nadat hij een geheim dansfeest van DJ X (Seb Castang ) in Ibiza bezocht. Ze weet dat op het feest een nieuwe drug verspreid werd genaamd The Thirst, dat in realiteit geen drug is, maar vampierenbloed. Hiermee bouwen DJ X en zijn trawanten een leger soortgenoten op. Hoewel Frog er in eerste instantie geen trek in heeft om weer op vampierenjacht te gaan, dwingen pijnlijke jeugdherinneringen en geldnood hem om toch akkoord te gaan. 

## Rolverdeling
- Corey Feldman - Edgar Frog
- Casey B. Dolan - Zoe
- Tanit Phoenix - Gwen Lieber
- Jamison Newlander - Alan Frog
- Seb Castang - DJ X
- Felix Mosse - Peter
- Steven van Niekerk - Lars
- Joe Vaz - Claus
- Henie Bosman - Kirk O Dale
- Tanya van Graan - Lily
- Ingrida Kraus - Vixen
- Matthew Dylan Roberts - Blake
- Porteus Xandau Steenkamp - Jonny Trash

## Trivia
- Hoewel The Thirst voor zowel Feldman als Newlander de derde Lost Boys-film was, zijn de scènes van Newlander in The Tribe (deel twee) uit de reguliere versie van de film verwijderd.